# Księga o dobrej miłości

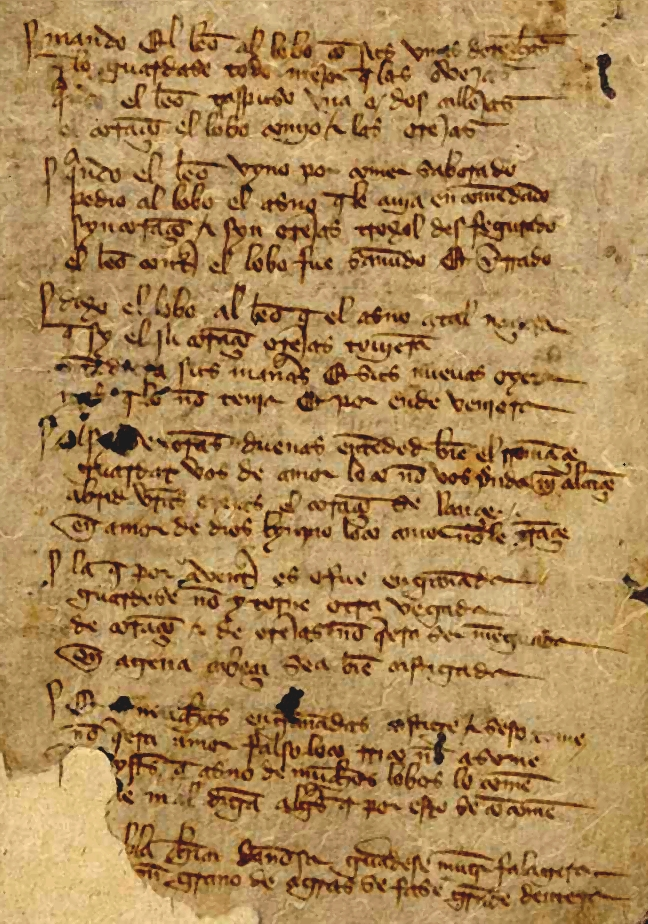
Fragment rękopisu Księgi o dobrej miłości

Księga o dobrej miłości (hiszp. Libro de buen amor) – traktat poetycki Juana Ruiz, napisany ok. 1340, prawdopodobnie podczas pobytu autora w więzieniu. Składa się z wielu różnorodnych gatunkowo fragmentów poetyckich. 
Autor zamieścił w utworze informację, jakoby miał on być poświęcony skontrastowaniu dobrej boskiej miłości z szaloną miłością świecką. Zapowiedź ta jednak nie realizuje się w utworze i stanowiła prawdopodobnie jedynie próbę ukrycia niestosownych treści przed cenzurą kościelną. Księga o dobrej miłości zawiera liczne fragmenty poetyckie, m.in. bajki, motywy miłosne, poematy burleskowe i satyryczne oraz wiersze religijne i wywody moralne. Ruiz korzystał z wielu wzorów zagranicznych – niektóre motywy zaczerpnął z Sztuki kochania Owidiusza, poematu Walka Postu z Mięsopustem (pochodzi stamtąd postać Obieżykruchty (Trotaconventos) – stręczycielki, wędrującej po miejscach kultu chrześcijańskiego i stwarzającej tym samym pozory głębokiej religijności), komedii łacińskich oraz literatury wschodniej. Księga jest jednak silnie osadzona w realiach hiszpańskich i zawiera wiele obserwacji obyczajowych dotyczących tego kraju.

## Wydanie polskie
- Juan Ruiz: Księga Dobrej Miłości (wybór). Przełożyła Zofia Szleyen. Warszawa: Państwowy Instytut Wydawniczy, 1980. ISBN 83-06-00490-0. Brak numerów stron w książce